# Carcharias taurus
Ne doit pas être confondu avec Requin-bouledogue.
Requin-taureau
Espèce
Synonymes
Carcharias tricuspidatus
Statut de conservation UICN

 CR A2ab+3d : 
En danger critique
Répartition géographique
Le requin-taureau (Carcharias taurus ou Carcharias tricuspidatus) est une espèce de requin de la famille des Odontaspididae. Il habite le plateau continental, des rivages sablonneux (d'où le nom de requin tigre de sable) et des récifs submergés jusqu'à une profondeur d'environ 191 m (627 pieds). Ils habitent les eaux du Japon, de l'Australie, de l'Afrique du Sud et des côtes est de l'Amérique du Nord et du Sud. Le requin-taureau a également habité la Méditerranée, mais il y a été vu pour la dernière fois en 2003 et est présumé disparu dans la région. Malgré ses noms communs, il n'est pas étroitement lié au requin-tigre (Galeocerdo cuvier) ou au requin-nourrice (Ginglymostoma cirratum).
Malgré son apparence effrayante et sa forte capacité à nager, c'est un requin relativement placide et lent, sans décès humain confirmé. Cette espèce a une tête pointue et un corps volumineux. La longueur du requin-taureau peut atteindre 3,2 m (10,5 pi) mais est normalement de 2,2 à 2,5 m de longueur. Ils sont gris avec des taches brun rougeâtre sur le dos. Des frissons (groupes) ont été observés pour chasser de grands bancs de poissons. Leur régime alimentaire se compose de poissons osseux, crustacés, calmars, raies et autres requins. Contrairement aux autres requins, le requin-taureau peut avaler de l'air, ce qui lui permet d'être suspendu dans la colonne d'eau avec un minimum d'efforts. Pendant la grossesse, l'embryon le plus développé se nourrira de ses frères et sœurs, une stratégie de reproduction connue sous le nom de cannibalisme intra-utérin, c'est-à-dire d’"embryophagie" ou, plus coloré, d’"adelphophagie" - littéralement "manger son frère". Le requin-taureau est classé comme étant en danger critique d'extinction sur la liste rouge de l'Union internationale pour la conservation de la nature. C'est le grand requin le plus présent dans les aquariums publics en raison de sa tolérance à la captivité.

## Description et caractéristiques

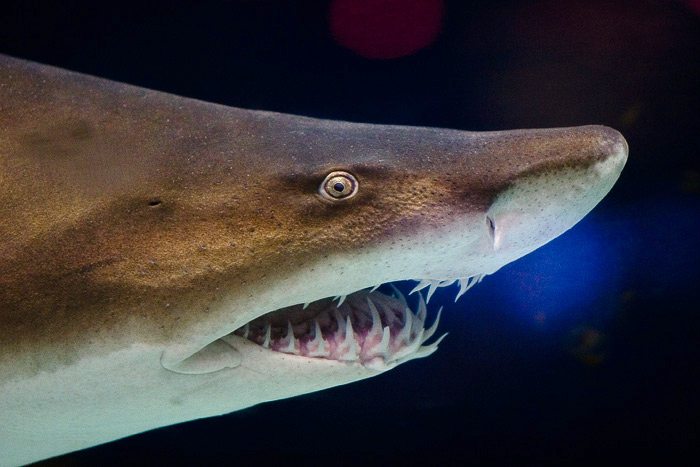
Visage.
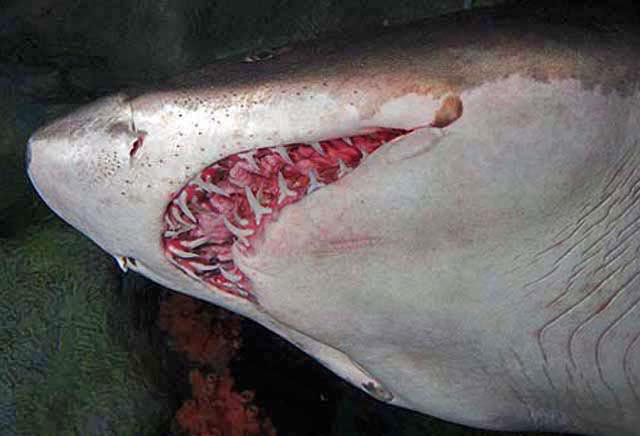
Bouche.
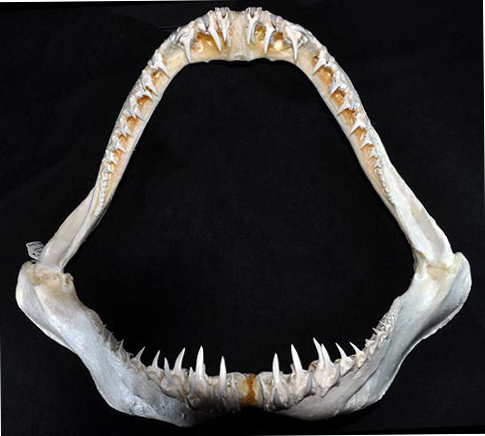
Dentition.

Le requin-taureau mesure généralement entre 2,5 et 2,8 mètres, mais on a observé des individus dont la taille atteignait 3,20 mètres pour 158 kg.
Son corps est allongé et devient massif avec l'âge, avec un dos très arqué, qui lui confère une silhouette unique parmi les requins, rejetant la dorsale en position très postérieure. Son dos et ses flancs sont gris-brun ; son ventre est plus clair, s'approchant du blanc. Le museau est court et pointu, laissant facilement apparaître ses trois rangées de dents effilées et dépassant largement de la bouche.
Sa grande gueule presque toujours béante et ses dents effilées et recourbées lui donnent un air agressif, mais il est néanmoins assez peu agressif envers l'homme.
Il ne doit pas être confondu avec le requin féroce, Odontaspis ferox, très ressemblant mais plus gros et vivant beaucoup plus profond.
Ce squale n'est pas pourvu de vessie natatoire. Il possède la particularité d'avaler de l'air pour compenser ce manque, ainsi, il peut demeurer immobile près du fond sans avoir à nager perpétuellement.

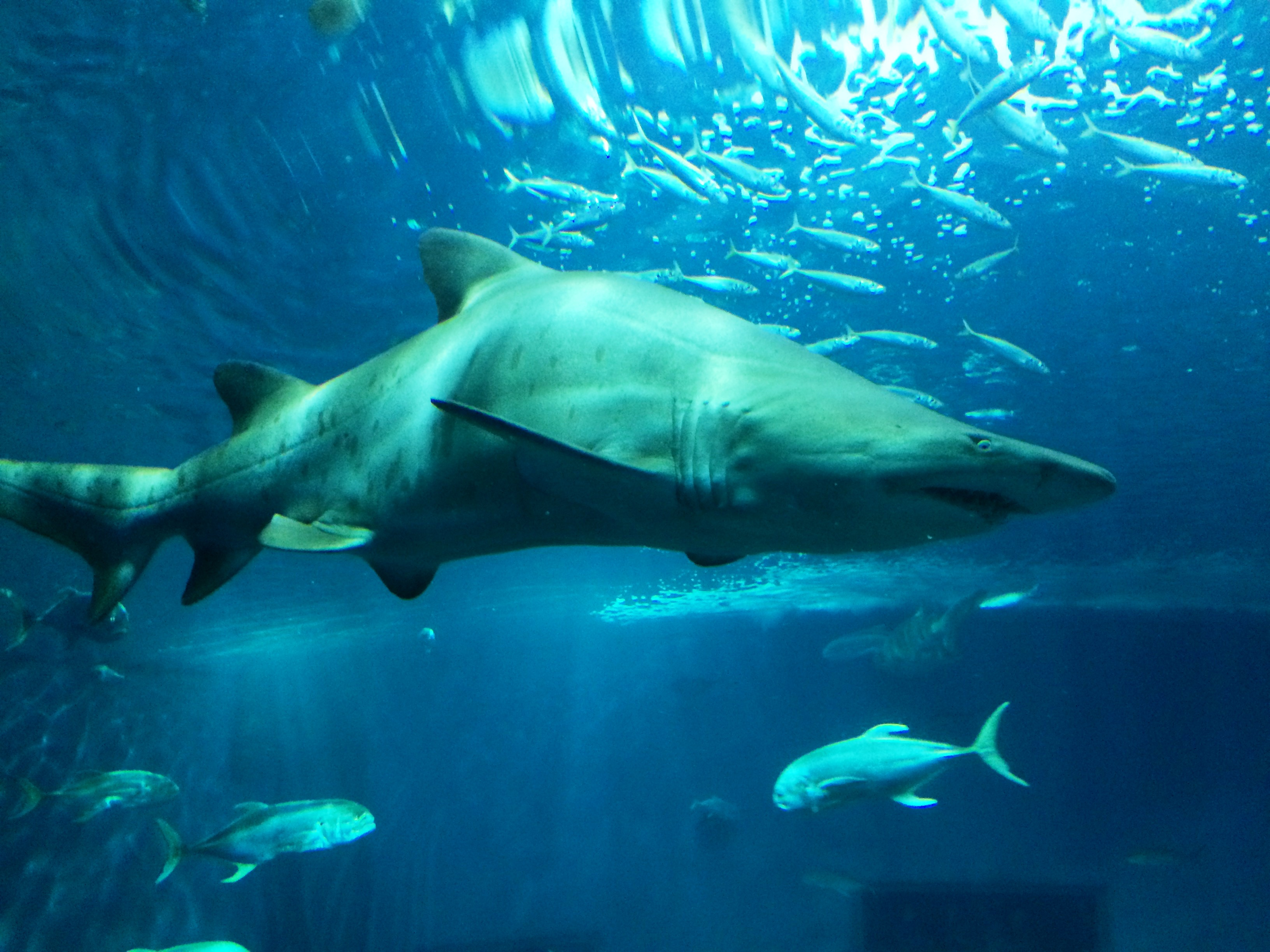
Le dos arqué est typique de cette espèce.
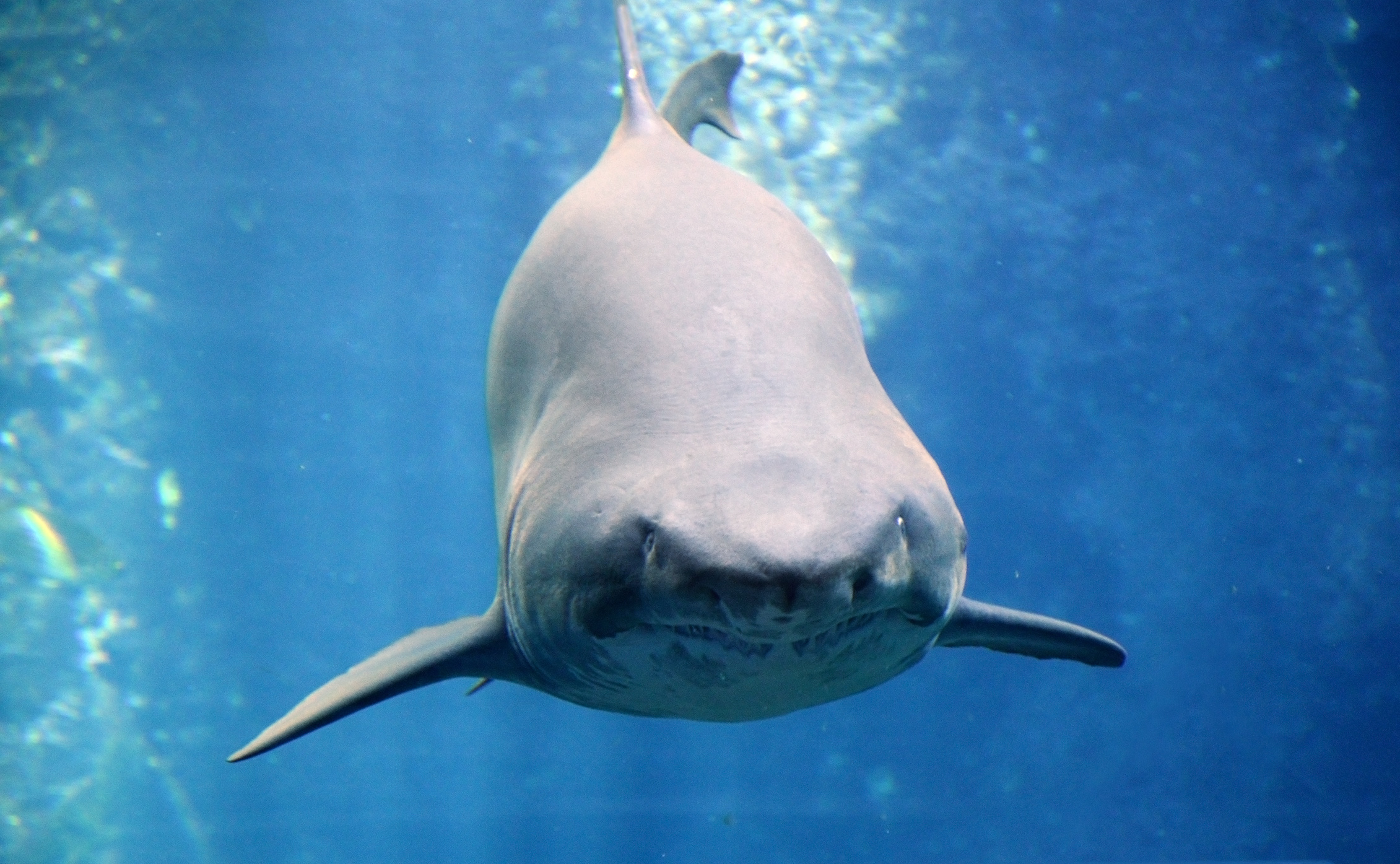
De face.
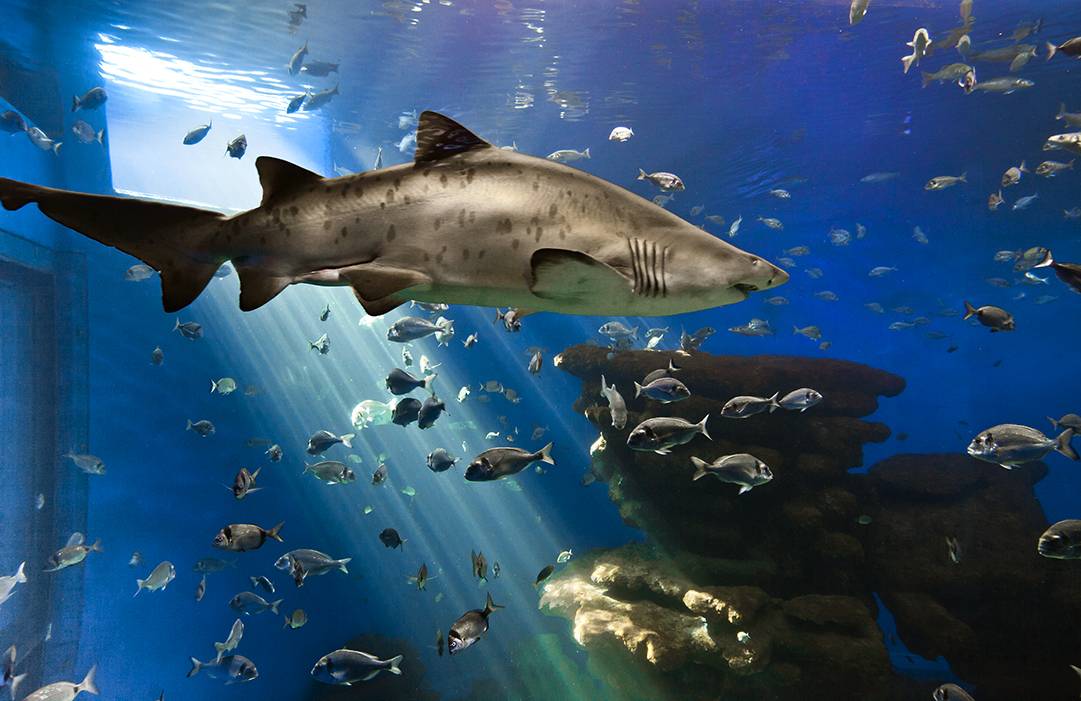
En aquarium.
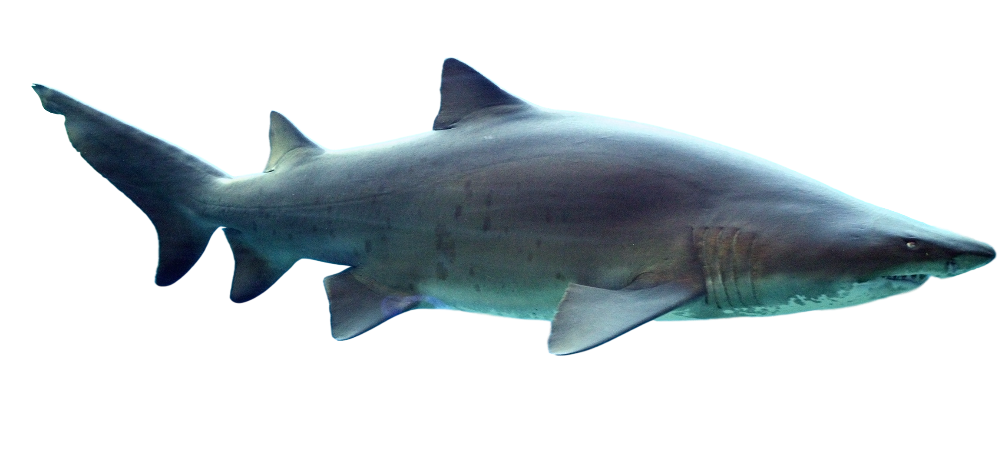
Silhouette.

- Visage.
- Bouche.
- Dentition.

## Habitat
Le requin-taureau vit au large des côtes australiennes, américaines et sud-africaines, et plus largement dans l'océan Atlantique, l'océan Indien, l'océan Pacifique, la mer Rouge et la Méditerranée (plus précisément Méditerranée occidentale). C'est un migrateur, et on le retrouve dans de nombreuses zones tempérées.

## Comportement

### Chasse
Le requin-taureau est un mangeur nocturne. Pendant la journée, ils se réfugient près des rochers, des surplombs, des grottes et des récifs souvent à des profondeurs relativement faibles (<20 m). C'est l'environnement typique où les plongeurs rencontrent des requins tigres de sable, planant juste au-dessus du fond dans de grandes gouttières et grottes sablonneuses. Cependant, la nuit, ils quittent l'abri et chassent au fond de l'océan, souvent loin de leur abri. Les tigres des sables chassent furtivement. C'est le seul requin connu pour avaler de l'air et le stocker dans l'estomac, ce qui lui permet de maintenir une flottabilité presque neutre qui l'aide à chasser sans bouger et tranquillement. Les observations d'aquarium indiquent que lorsqu'il s'approche suffisamment d'une proie, il s'empare d'un rapide claquement latéral de la proie. On a observé que le requin-taureau se rassemblait en groupes de chasse lorsqu'il s'attaquait à de grands bancs de poissons.

### Régime
La majorité des proies des requins-taureaux sont démersales (c'est-à-dire du fond de la mer), ce qui suggère qu'ils chassent intensivement sur le fond de la mer jusqu'au plateau continental. Les poissons osseux (téléostéens) constituent environ 60 % de la nourriture des requins-taureaux, les proies restantes comprenant des requins, des raies, des homards, des crabes et des calmars. En Argentine, la proie comprend principalement des poissons démersaux, par exemple l'acoupa rayé (Cynoscion guatucupa) et le croaker à bouche blanche (Micropogonias furnieri). La proie la plus importante des élasmobranches est le requin lisse à nez étroit (Mustelus schmitti.). Des raies et raies benthiques (c'est-à-dire nageant librement) sont également consommées, dont les raies-éventails, les raies-aigles et le requin-ange angulaire, les individus plus grands se nourrissant d'un plus grand nombre d'élasmobranches benthiques que les individus plus petits.[réf. nécessaire] L'analyse du contenu de l'estomac indique que les requins-taureaux plus petits se concentrent principalement sur le fond marin et, à mesure qu'ils grandissent, ils commencent à prendre plus de proies benthiques. Cette perspective du régime alimentaire des requins-taureaux est cohérente avec des observations similaires dans l'Atlantique nord-ouest et en Afrique du Sud où les grands requins-taureaux capturent un plus large éventail d'espèces de requins et de raies comme proies, de la zone de surf au plateau continental, indiquant la nature opportuniste de l'alimentation du requin-taureau. Au large de l'Afrique du Sud, les requins tigres de sable de moins de 2 m (6,6 pieds) de longueur se nourrissent de poissons d'environ un quart de leur propre longueur; cependant, les grands requins-taureaux capturent des proies faisant jusqu'à environ la moitié de leur propre longueur. Les proies sont généralement avalées en trois ou quatre morceaux.

## Reproduction
Comme pour tous les requins, la reproduction commence par un accouplement plutôt violent. Le requin-taureau est ovovivipare, les œufs éclosent donc dans l'utérus de la femelle. Une des particularités du requin-taureau est le cannibalisme intra-utérin ou oophagie : aussitôt éclos, les premiers petits s'empressent de dévorer les autres œufs qui n'ont pas encore éclos. Seuls deux petits naîtront donc, mais mieux nourris et potentiellement plus résistants. La gestation du requin-taureau dure de neuf à douze mois.

## Mode de vie
Le requin-taureau vit notamment près des côtes et en groupe (jusqu'à une cinquantaine de membres). Il se nourrit principalement de poissons et de seiches.

## Menaces et conservation
L'UICN (22 janvier 2023) classe l'espèce en catégorie CR (en danger critique) dans la liste rouge des espèces menacées depuis 2021. Le requin-taureau est victime (parfois collatérale) de la pêche industrielle, récréative et artisanale. En 75 ans, les populations ont diminué d'au moins 80 % dans les eaux australiennes en d'entre 30 % et 49 % dans les eaux sud-africaines et au nord-ouest de l'Atlantique.